# 睫毛杜鹃
睫毛杜鹃（学名：Rhododendron ciliatum）为杜鹃花科杜鹃花属下的一个种。

## 扩展阅读
- 維基物種上的相關：睫毛杜鹃